# Chu Tương vương
Chu Tương Vương (chữ Hán: 周襄王; trị vì: 651 TCN - 619 TCN), tên thật là Cơ Trịnh (姬鄭), là vị vua thứ 18 của nhà Chu trong lịch sử Trung Quốc.
Ông là con trai của Chu Huệ Vương – vua thứ 17 nhà Chu.

## Loạn Thúc Đái lần đầu
Mẹ Chu Tương vương mất sớm, vua cha Huệ vương lập hoàng hậu khác là Huệ hậu. Huệ hậu sinh ra vương tử Thúc Đái. Khi còn sống, Huệ vương yêu quý Thúc Đái muốn phế Cơ Trịnh để lập Đái, bèn nhờ hai nước Tấn và Sở giúp mình. Tề Hoàn công biết tin, bèn xin cho thái tử đến dự hội chư hầu để bảo đảm ngôi vị cho thái tử. Chu Huệ vương không ngăn cản được.
Năm 652 TCN, Chu Huệ vương mất, Chu Tương vương lên ngôi. Năm 650 TCN, Thúc Đái ngầm liên minh với các ngoại tộc người Nhung, Địch định đánh Tương vương để tranh ngôi. Chu Tương vương biết chuyện bèn mang quân đánh đuổi Thúc Đái. Thúc Đái chạy sang nước Tề.
Tề Hoàn Công đang làm bá chủ chư hầu, bèn sai Quản Trọng đi giảng hòa giữa nhà Chu và tộc người Địch, sai Thấp Bằng đi giảng hòa giữa tộc người Nhung với nước Tấn. Chu Tương vương bèn lấy lễ Thượng khanh để tiếp đãi Quản Trọng nhưng Quản Trọng từ chối, chỉ nhận lễ Hạ khanh.
Năm 643 TCN, Tề Hoàn công qua đời, Thúc Đái xin quay trở lại nhà Chu. Chu Tương vương ưng thuận tha tội cho Thúc Đái.

## Loạn Thúc Đái lần hai
Năm 639 TCN, Trịnh Văn Công giận Chu Huệ vương trước khi không ban chén ngọc cho cha mình là Trịnh Lệ công có công giúp Huệ vương phục ngôi; nhà Chu lại o bế nước Hoạt và nước Vệ là kẻ thù của Trịnh, do đó Trịnh Văn công mang quân đánh nước Hoạt. Chu Tương vương sai Bá Phục, Du Bôn đi cứu nước Hoạt, hai người bị vua Trịnh bắt giam.
Chu Tương vương định mượn quân tộc Địch đánh Trịnh. Phú Thìn can không nên gây chuyện với Trịnh, nhưng Tương vương không nghe.
Năm 637 TCN, ông sai người đi liên minh với ngoại tộc Địch để mượn quân đánh Trịnh. Để thắt chặt quan hệ, ông lấy con gái nước Địch làm vương hậu. Phú Thìn khuyên không nên lấy vợ người ngoại tộc vì sẽ bị chi phối nhưng Tương vương không nghe theo.
Sang năm sau (636 TCN), Tương vương không bằng lòng với Địch vương hậu bèn phế truất. Nước Địch bất bình bèn mang quân đánh Chu, giết tướng Đàm Bá. Phú Thìn sau đó ra trận cũng bị giết chết. Chu Tương vương phải bỏ chạy sang nước Trịnh, Trịnh Văn công an trí ông tại Phạm Thành, không cử binh giúp.
Vương tử Đái được người Địch lập làm vua Chu mới. Thúc Đái lập Địch vương hậu bị Tương vương phế truất làm vương hậu và cùng nhau về sống ở ấp Ôn.
Năm 635 TCN, Chu Tương vương cầu cứu nước Tấn. Tấn Văn Công mang quân đón Tương vương về đánh đất Chu, diệt vương tử Đái. Chu Tương vương được phục ngôi, ban cho Tấn Văn công ngọc khuê và cung tên, phong làm bá chủ chư hầu.

## Chư hầu triệu tập
Năm 632 TCN, Tấn Văn Công hùng mạnh được các chư hầu thần phục, đã ra lệnh triệu tập cả Chu Tương vương đến hội họp với chư hầu ở Hà Dương, Tiễn Thổ.
Vì lúc đó thiên tử đã suy yếu, Tương vương phải đến theo triệu tập của nước Tấn. Sử ký nói về sự kiện này rằng: "Sử sách tránh việc bề tôi triệu kiến quân chủ, nên chỉ ghi: Thiên tử đi tuần thú ở Hà Dương".
Năm 619 TCN, Chu Tương Vương mất. Ông ở ngôi 33 năm. Thái tử Cơ Nhâm Thần lên nối ngôi, tức là Chu Khoảnh Vương.